# Program pomocy prawnej
Program pomocy prawnej – system dostępu do porad prawnych w oparciu o opłacany regularnie abonament.
Tego typu forma działalności odniosła sukces w USA, gdzie jest oferowana od lat 70. XX wieku. Liczbę Amerykanów korzystających z ich usług szacuje się na ponad 150 milionów.